# Nicholas Barker
Pour les articles homonymes, voir Barker.
 (mars 2016).
Si vous disposez d'ouvrages ou d'articles de référence ou si vous connaissez des sites web de qualité traitant du thème abordé ici, merci de compléter l'article en donnant les références utiles à sa vérifiabilité et en les liant à la section « Notes et références ».
Nicholas Howard Barker ou Nick Barker est un batteur britannique né à Sheffield et spécialisé dans le metal extrême (black metal, death metal et grindcore). Ses influences sont notamment Dave Lombardo de Slayer, Nicko McBrain d’Iron Maiden, Pete Sandoval de Morbid Angel, Neil Peart de Rush et Gene Hoglan (Dark Angel, Death, Strapping Young Lad). Il a fondé Catalepsy, un groupe anglais de death metal, en 1991. Son style, d’une vitesse et d'une précision extrêmes, a été perfectionné au sein du groupe anglais Cradle Of Filth (4 albums). Sa technique incorpore un jeu de double pédale extrêmement rapide, des contretemps techniques et des blast beats furieux. Après plusieurs années de collaboration (1994-1999) avec Cradle Of Filth (groupe qu'il ne quitta pas en bons termes), il rejoint Dimmu Borgir et fonde Lock Up, groupe anglais de grindcore/death metal. En 2003, il est débarqué de Dimmu Borgir. Depuis, Nicholas Barker a accumulé les sessions avec des groupes proéminents tels que Anaal Nathrakh, Gorgoroth et Testament. Il vit actuellement à Sheffield en Angleterre.

## Discographie
- Catalepsy - Faces Of death (1991)
- Monolith - Sleep With The Dead 7" (1992)
- Monolith - Tales of the Macabre (1993)
- Cradle of Filth - The Principle of Evil Made Flesh (1994)
- Cradle of Filth - V Empire (or Dark Faerytales in Phallustein) (1996)
- Cradle of Filth - Dusk... and Her Embrace (1997)
- Cradle of Filth - Cruelty and the Beast (1998)
- Cradle of Filth - From the Cradle to Enslave (1999)
- Lock Up - Pleasures Pave Sewers (1999)
- Brujeria - Brujerismo (2000)
- Dimmu Borgir - Puritanical Euphoric Misanthropia (2001)
- Dimmu Borgir - Alive In Torment EP (2001)
- Cradle of Filth - Lovecraft & Witch Hearts (compilation) (2002)
- Dimmu Borgir - Live Misanthropy EP (2002)
- Dimmu Borgir - World Misanthropy DVD (2002)
- Lock Up - Hate Breeds Suffering (2002)
- Old Man's Child - In Defiance of Existence (2003)
- Dimmu Borgir - Death Cult Armageddon (2003)
- Lock Up - Play Fast Or Die (Live In Japan) (2004)
- Lock Up - Violent Reprisal (2007)
- Benediction - Killing music (2007)
- Lock Up - Necropolis Transparent (2011)
- Ancient -  Back To The Land Of The Dead (2016)

## Concerts / session
- Anaal Nathrakh - concerts 2004.
- Gorgoroth- concerts 2007.
- Testament - concerts 2007
- Noctis Imperium - session (2008)
- Atrocity session (2008)
- Anathema - concerts 2009